# Distretto di Pak Seng
Il distretto di Pak Seng è uno degli undici distretti (mueang) della provincia di Luang Prabang, nel Laos.